# Clyde (Missouri)
Clyde è un comune degli Stati Uniti d'America, nella contea di Nodaway, nello Stato del Missouri.
Vi si trova il Benedectine Monastery of Perpetual Adoration, sorto nel 1882, casa madre e generalizia delle Suore Benedettine dell'Adorazione Perpetua.